# گیلانشاه مرمری
گیلانشاه مرمری (نام علمی: Limosa fedoa) نام یک گونه از سرده گیلانشاه‌های نوک‌راست است.